# Anssi Sovijärvi
Anssi Raimo Antero Sovijärvi, född 6 oktober 1945 i Helsingfors, är en finländsk läkare. Han är son till Antti Sovijärvi.
Sovijärvi, som är specialist i klinisk fysiologi och isotopundersökningar, blev medicine och kirurgie doktor 1973, docent i klinisk fysiologi 1976 och den första innehavaren av professuren i klinisk fysiologi vid Helsingfors universitet 1994. Han har verkat som avdelningsöverläkare vid lungfunktionslaboratoriet vid Helsingfors universitetscentralsjukhus 1982–1991, vid klinisk-fysiologiska laboratoriet 1992–2001 och därefter som överläkare vid detsamma. I sin forskning, som faller inom områdena klinisk fysiologi och lungsjukdomar, har han främst inriktat sig på analys av andningsljuden, kväveoxid i utandningsluften, spirometri och spiroergometri samt hyperreaktivitet i luftrören. 